# Michael Jakobsen
Pour les articles homonymes, voir Jakobsen.
Michael Jakobsen, né le 2 janvier 1986, est un footballeur international danois. Il joue au poste de défenseur avec Melbourne City FC. Son nom est également écrit de façon suivante : Jacobsen.

## Biographie
Jakobsen commence le football au club du B 93 Copenhague en deuxième division danoise. Il y fait ses débuts en tant que senior et en parallèle il dispute de nombreux matchs en sélection de jeunes avec l'équipe du Danemark. En 2002, il remporte le titre de meilleur joueur danois des moins de 17 ans. Après une année à Copenhague, le club batave du PSV Eindhoven le remarque et le fait signer, mais il ne joue que dix minutes dans l'équipe première du PSV.
Michael Jakobsen quitte le PSV à la fin de la saison 2004 et retourne au Danemark. Il signe un contrat avec AaB Ålborg. Là-bas, il prouve qu'il est un solide défenseur avec une qualité de passe significative. Il est encore appelé régulièrement dans les différentes équipes jeunes danoises et fait ses débuts avec les espoirs danois en juin 2005.
En mai 2006, il est sélectionné avec les espoirs pour participer aux championnats d'Europe 2006.
Durant la saison 2006-07, Jakobsen joue 32 des 33 matchs de son équipe. Puis l'année suivante il remporte le titre de champion du Danemark en participant largement à cette victoire.
En 2008, après avoir disputé quelques tours de qualifications, il découvre la Ligue des champions le 17 septembre 2008 contre le Celtic Glasgow en étant titulaire (0-0). Lors du sixième match de poule, il marque contre le Manchester United mais les deux équipes se neutralisent 2-2.
Le 30 juin 2010, il quitte le Danemark pour l'Espagne et s'engage avec l'UD Almería pour un contrat d'une durée de cinq ans.

## Palmarès

### En équipe
| - PSV Eindhoven - Championnat des Pays-Bas - Finaliste : 2004. | - AaB Ålborg - Championnat du Danemark - Vainqueur : 2008. | - FC Copenhague - Championnat du Danemark - Vainqueur : 2013. | - Melbourne City FC - Coupe d'Australie - Vainqueur : 2016 |

### Distinction personnelle
- 2002 : Meilleur joueur danois de l'année dans la catégorie moins de 17 ans.

## Carrière
| Saison      | Club              | Pays          | Championnat        | Coupes nationales | Coupes d’Europe                     | Sélection Danemark |
| ----------- | ----------------- | ------------- | ------------------ | ----------------- | ----------------------------------- | ------------------ |
| 2003 - 2004 | PSV Eindhoven     | Eredivisie    | 1 match            | -                 | -                                   | -                  |
| 2004 - 2005 | PSV Eindhoven     | Eredivisie    | -                  | -                 | -                                   | -                  |
| 2004 - 2005 | AaB Ålborg        | SAS Ligaen    | 15 matchs / 2 buts | -                 | -                                   | -                  |
| 2005 - 2006 | AaB Ålborg        | SAS Ligaen    | 27 matchs / 1 but  | -                 | -                                   | -                  |
| 2006 - 2007 | AaB Ålborg        | SAS Ligaen    | 32 matchs / 3 buts | -                 | -                                   | -                  |
| 2007 - 2008 | AaB Ålborg        | SAS Ligaen    | 32 matchs / 3 buts | -                 | 6 matchs / 1 but (C3)               | -                  |
| 2008 - 2009 | AaB Ålborg        | SAS Ligaen    | 18 matchs          | -                 | 9 + 4 matchs / 2 + 2 buts (C1 + C3) | 2 matchs           |
| 2009 - 2010 | AaB Ålborg        | SAS Ligaen    | 29 matchs / 4 buts | -                 | 2 matchs (C3)                       | 3 matchs           |
| 2010 - 2011 | UD Almería        | Liga BBVA     | 16 matchs          | 5 matchs          | -                                   | -                  |
| 2011 - 2012 | UD Almería        | Liga Adelante | 25 matchs / 1 but  | 2 matchs          | -                                   | -                  |
| 2012 - 2013 | FC Copenhague     | SAS Ligaen    | 7 matchs           | 3 matchs          | -                                   | -                  |
| 2013 - 2014 | FC Nordsjælland   | SAS Ligaen    | 13 matchs          | 2 matchs          | 2 + 2 matchs (C1 + C3)              | -                  |
| 2013 - 2014 | Esbjerg fB        | SAS Ligaen    | 15 matchs / 1 but  | -                 | 1 match (C3)                        | -                  |
| 2014 - 2015 | Esbjerg fB        | SAS Ligaen    | 30 matchs          | 6 matchs          | 4 matchs (C3)                       | -                  |
| 2015 - 2016 | Esbjerg fB        | SAS Ligaen    | 15 matchs          | 1 match           | -                                   | -                  |
| 2016        | Lillestrøm SK     | Tippeligaen   | 13 matchs          | 1 match           | -                                   | -                  |
| 2016 - 2017 | Melbourne City FC | A-League      | 15 matchs          | 3 matchs / 1 but  | -                                   | -                  |

Dernière mise à jour le 10/04/2017